# Janez Vetrinjski
Janez II. Vetrinjski (latinsko Iohannis abbatis Victoriensis), francoski cistercijan, pisatelj, pesnik in zgodovinar, * 1270, Lorena, † 1347, Vetrinj.
Janez II. Vetrinjski je bil opat Cistercijanskega samostana Vetrinj med letoma 1312 in 1345. Najbolj pa je poznan po svojih dveh zgodovinopisnih delih o zgodovini Koroške: Liber certarum historiarum in De inthronizacione ducis Meynhardi et cosuetudine Karinthianorum.
Bil je tudi kaplan in zaupni tajnik koroškega vojvode Henrika I. in nato  avstrijskega vojvode Albrehta II.